# 惡役千金
惡役千金、反派千金或惡毒女配（日語：（あくやく れいじょう），字面意思是「反派大小姐」、「壞蛋大小姐」）是小說、漫畫、動畫、電子遊戲中的角色類型，指在作品中擔任反派的大小姐角色，惡役千金在諸多作品（如：霸道總裁文、少女遊戲等）中通常設定多為出身上流社會，且性格多描繪成傲慢暴躁、任性嬌縱、蠻橫自私等，會阻礙主角行動，做各種壞事，而最終身敗名裂。
不少日本網絡小說以「惡役千金」為主題，這些故事中，主角會轉生成少女遊戲的惡役千金，憑着自身對該遊戲的知識，嘗試去迴避遭到處刑、流放國外、婚約取消、家族沒落等原本會由該惡役千金承受的悲慘結局。有時候轉生的世界則會改變成小說世界或是該作品世界觀的異世界。此外也不乏設定惡役千金因故返回過去的人生展開故事的案例。
對應男性為惡役少爺或反派少爺。

## 作品例子
- 轉生成女性向遊戲只有毀滅END的壞人大小姐
- 公爵千金的本領
- 堤亞穆帝國物語～從斷頭台開始，公主重生後的逆轉人生～
- 輪迴第7次的惡役令孃，在前敵國享受自由自在的新娘生活
- 女性向遊戲世界對路人角色很不友好
- 傲嬌反派千金莉潔洛特與實況主遠藤同學及解說員小林同學
- 成為悲劇元兇的最強異端，最後頭目女王為了人民犧牲奉獻
- 反派千金等級99～我是隱藏頭目但不是魔王～
- 因為是反派大小姐所以養了魔王
- 成為名留歷史的壞女人吧
- 外科醫生愛麗絲
- 我的推是壞人大小姐。
- 在现代社会变成女性向游戏的反派千金有点伤脑筋啊
- 惡役千金的真面目～為被定罪的轉生者向騙子女主報復～(悪役令嬢の中の人～断罪された転生者のため嘘つきヒロインに復讐いたします～)
- 身为女性向游戏的女主角挑战最强生存剧(乙女ゲームのヒロインで最強サバイバル)
- 转生初夜贪婪索求~王子的本命是恶役千金(転生初夜からむさぼりエッチ～王子の本命は悪役令嬢)
- 市民A无论如何都想拯救反派千金~污水沟与天空与冰之公主(町人Aは悪役令嬢をどうしても救いたい～どぶと空と氷の姫君～)
- 轉職補師的反派千金
- 中年大叔轉生反派千金
- 女主角？聖女？不，我是全職女僕（自誇）(ヒロイン？聖女？いいえ、オールワークスメイドです（誇）！)